# سقوط اصفهان به گزارش کروسینسکی
سقوط اصفهان به روایت کروسینسکی بازنویسی جواد طباطبایی از کتاب تاریخ واپسین انقلاب ایران است که آنتوان دُو سِرسو بر اساس گزارش‌های یوداش تادئوش کرزینسکی، از راهبان یسوعی‌ای که در هنگام سقوط صفویه به دست محمود افغان ساکن اصفهان بود، تهیه شده و در سال ۱۷۲۸ شش سال پس از سرنگونی صفویان منشر کرد.
این کتاب که در نخستین دهه‌های عصر روشنگری منتشر شد، تاثیر بسیاری در کسب آگاهی فیلسوفان سیاسی مانند منتسکیو، ولتر، ادوارد گیبون از تحولات ایران داشت و بسیار مورد توجه فیلسوفان سیاسی قرار گرفت.